# Scottish Division Three 1946/47
Die Scottish Football League Division Three wurde 1946/47 zum vierten Mal ausgetragen. Es war die vierte von sechs Spielzeiten der Division Three als dritthöchste schottische Liga. Nach dem Zweiten Weltkrieg war es die erste Spielzeit seit 1939 die in gesamt Schottland ausgespielt wurde.
In der Saison 1946/47, traten 10 Vereine in insgesamt 18 Spieltagen gegeneinander an. Jedes Team spielte jeweils zweimal gegen jedes andere Team. Bei Punktgleichheit zählte der Torquotient. Die Meisterschaft gewann Stirling Albion, das sich gleichzeitig zusammen mit dem Tabellendritten Leith Athletic, die Teilnahme an der Division Two-Saison 1947/48 sicherte.

## Statistiken

### Abschlusstabelle
| Pl. | Verein                | Sp. | S  | U | N  | Tore    | Quote | Punkte |
| --- | --------------------- | --- | -- | - | -- | ------- | ----- | ------ |
| 1.  | Stirling Albion       | 18  | 13 | 4 | 1  | 066:220 | 3,00  | 30:60  |
| 2.  | FC Dundee II 1        | 18  | 12 | 2 | 4  | 060:370 | 1,62  | 26:10  |
| 3.  | Leith Athletic        | 18  | 11 | 3 | 4  | 057:330 | 1,73  | 25:11  |
| 4.  | FC East Stirlingshire | 18  | 10 | 2 | 6  | 054:400 | 1,35  | 22:14  |
| 5.  | FC St. Johnstone II   | 18  | 8  | 5 | 5  | 051:370 | 1,38  | 21:15  |
| 6.  | Forfar Athletic       | 18  | 6  | 2 | 10 | 032:460 | 0,70  | 14:22  |
| 7.  | FC Montrose           | 18  | 5  | 2 | 11 | 039:530 | 0,74  | 12:24  |
| 8.  | Brechin City          | 18  | 4  | 4 | 10 | 042:600 | 0,70  | 12:24  |
| 9.  | Dundee United II      | 18  | 3  | 3 | 12 | 042:760 | 0,55  | 09:27  |
| 10. | Edinburgh City        | 18  | 3  | 3 | 12 | 036:750 | 0,48  | 09:27  |

Platzierungskriterien: 1. Punkte – 2. Torquotient
| Saison 1946/47 |